# 금양장리 전투
금양장리 전투는 선더볼트 작전 중이던 1951년 1월 25일부터 1월 27일까지 튀르키예 여단과 중국인민지원군이 현 용인시 기흥구 김량장동 일대에서 벌인 전투이다. 자료에 따라 금양장 전투, 김량장 전투 또는 김량장리 전투, 금양장리 및 151고지 전투로 표기하기도 한다.
유엔군은 울프하운드 작전을 통해 중국인민지원군의 동태를 점검한 뒤 1951년 1월 25일 선더볼트 작전을 개시해 대대적인 반격에 나섰고, 튀르키예 여단은 이 작전의 일환으로 1951년 1월 25일 중국인민지원군의 방어거점인 금양장리를 공격했다. 튀르키예 여단과 중국인민지원군은 이틀 동안 격전을 벌였고, 미국 공군의 근접항공지원과 미국 전차의 지원으로 튀르키예 여단은 1월 27일 금양장리를 점령했다. 이 작전으로 중국인민지원군은 약 1,000명이, 튀르키예 여단은 약 100명의 사상자가 발생했다.

## 배경

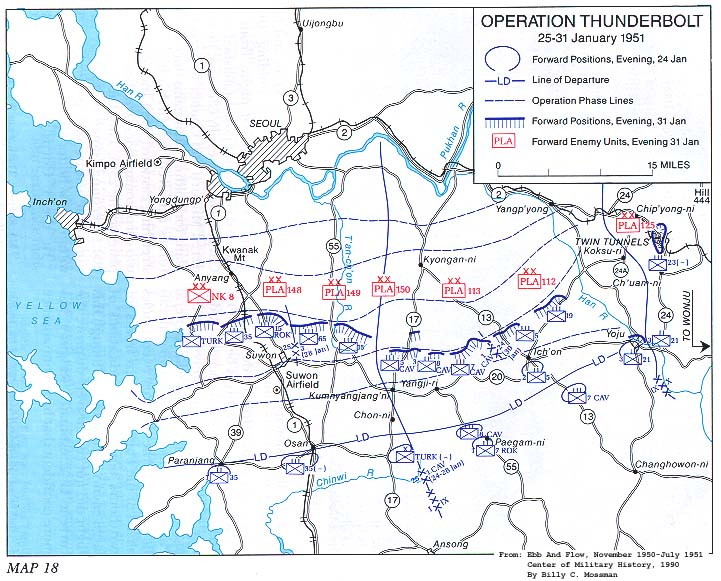
1951년 선더볼트 작전 당시 전선. 서울 남쪽에 영어로 Kumnyangjang'ni라고 표기되어 있는 지역이 금양장리 전투가 벌어진 금양장리이다.